# Vaah! Life Ho To Aisi
Vaah! Life Ho To Aisi (tłum. "Kochaj mnie, kochaj!") – indyjski film z 2005 roku. Pierwszy indyjski film nakręcony w formacie HD

## Fabuła
Aditya Shahid Kapoor razem z liczną rodziną żyje w wielkiej posiadłości. Wiedzie szczęśliwe i dostatnie życie oraz jest zakochany w pięknej Priyi Amrita Rao. Pewnego dnia na skutek wypadku traci życie i spotyka Yamraja - Anioła Śmierci Sanjay Dutt, który pomaga mu w ratowaniu rodziny i posiadłości. Aditya powraca na Ziemię.. jako duch.

## Obsada
| Aktor/aktorka     | Rola                      | Inne      |
| ----------------- | ------------------------- | --------- |
| Sanjay Dutt       | Yamraj                    |           |
| Shahid Kapoor     | Aditya "Adi Chachu" Verma |           |
| Amrita Rao        | Priya                     |           |
| Arshad Warsi      | Fakira B.P.C.M.           | Gościnnie |
| Prem Chopra       | wujek Adi'ego             |           |
| Ishaan Khattar    | Ishaan                    |           |
| Adil Badshah      | Shakti                    |           |
| Satya Manjrekar   | Satya                     |           |
| Shweta Prasad     | Shweta                    |           |
| Vivek Shauq       | Mr. Vishal Sharma         |           |
| Upasna Singh      | Mrs. Vishal Sharma        |           |
| Suhasini Mulay    | Dadi                      |           |
| Sharat Saxena     | Hirachand                 |           |
| Mohnish Behl      | Sunil                     |           |
| Ektaa Behl        | Sunita                    |           |
| Rajat Bedi        | Punky                     |           |
| Palak Jain        | Palak                     |           |
| Tanvi Hegde       | Tanvi                     |           |
| Aman Verma        | prezenter Magic Show      |           |
| Radhika Apte      | Anjali                    |           |
| Smita Jaykar      | Priya's Mother            |           |
| Master Parth Dave | Parth                     |           |
| Shivangi Kale     | Shivangi                  |           |
| Ali Bishar        | Gościnnie w piosence      |           |

## Piosenki
1. "Chaahenge Tumhein"
2. "Dil Ke Maare"
3. "Koi Aap Jaisa"
4. "Pyaar Mein Tere" - Club Mix
5. "Pyaar Mein Tere"
6. "Teri Yaad Yaad"